# Reichenbachia wickhami
Reichenbachia wickhami är en skalbaggsart som först beskrevs av Brendel 1893.  Reichenbachia wickhami ingår i släktet Reichenbachia och familjen kortvingar. Inga underarter finns listade i Catalogue of Life.